# Peperomia casapiana
Peperomia casapiana är en pepparväxtart som beskrevs av C. Dc.. Peperomia casapiana ingår i släktet peperomior, och familjen pepparväxter. Inga underarter finns listade i Catalogue of Life.